# Best of Coming Century ~Together~
《Best of Coming Century 〜Together〜》은 2002년 12월 11일 발매한 Coming Century의 첫 베스트 앨범이다.

## 설명
- V6로서 베스트 앨범을 낸 직후, 그룹 내 유닛인 Coming Century도 현재까지의 활동을 일단락하기 위해, 그리고 팬들의 요청으로 발매한 첫 번째 베스트 앨범.
- 신곡2곡 외의 8곡은, 팬 투표로 수록된 곡이다.
  - 신곡은 〈恋のシグナル〉, 〈Be with you〉.

## 수록곡
1. 恋のシグナル
2. Wild Style
3. 夏のかけら
4. HAVE A SUPER GOOD TIME
5. SPEEDER’S HIGH
6. Happy together!
7. silver bells
8. EVERY DAY
9. Theme of Coming Century（New Vocal）
10. Be with you